# By the Way (chanson)
Pour les articles homonymes, voir By the Way.
 (janvier 2020).
Si vous disposez d'ouvrages ou d'articles de référence ou si vous connaissez des sites web de qualité traitant du thème abordé ici, merci de compléter l'article en donnant les références utiles à sa vérifiabilité et en les liant à la section « Notes et références ».
Singles de Red Hot Chili Peppers
Road Trippin' / Parallel Universe
(2000) The Zephyr Song
(2002)
By the Way est une chanson des Red Hot Chili Peppers, également sortie en single, et extraite de l'album du même nom.
Il s'inscrit dans la continuité de la chanson Californication puisque le personnage de « Dani » est retrouvé. Seulement évoquée dans la chanson de 1999, son nom et son histoire sont plus détaillés dans le refrain. Anthony Kiedis a par la suite avoué que cette fille avait quelque chose de personnel pour lui puisqu'elle représente en quelque sorte le genre de filles avec qui il est toujours sorti[réf. nécessaire]. La suite des « aventures » de Dani se poursuit dans le single Dani California, premier extrait de l'album Stadium Arcadium.

## Clip
Le clip présente Dave Sheridan en chauffeur de taxi déjanté. Il prend le chanteur Anthony Kiedis dans son véhicule, mais celui-ci parvient à s'échapper en appelant John Frusciante et Flea à la rescousse. Une fois Kiedis sauvé, on aperçoit le taxi prendre Chad Smith et le clip se termine.
Une version DVD est également sortie ; elle comprend le clip de la chanson ainsi que son making-of. Dans celui-ci, Dave Sheridan joue le rôle d'un chauffeur de taxi dérangé, il s'agit d'un caméo d'un personnage secondaire du film Ghost World de Daniel Clowes (se déroulant également à Los Angeles), aux traits et à l'attitude strictement identique, cependant, étant donné la proximité de production des deux œuvres, l'histoire ne précise pas lequel rend hommage à l'autre.

## Certifications
| Pays              | Certification | Unités certifiées |
| ----------------- | ------------- | ----------------- |
| Australie (ARIA)  | Or            | 35 000            |
| États-Unis (RIAA) | 2 × Platine   | 2 000 000         |
| Italie (FIMI)     | Or            | 25 000            |
| Royaume-Uni (BPI) | Platine       | 600 000           |